# XIX secolo
Il XIX secolo (diciannovesimo secolo), detto anche Ottocento o '800, è il secolo che inizia nell'anno 1801 e termina nell'anno 1900 incluso.
Viene considerato dagli storici come " L'era del vapore", a causa della massiccia presenza di questo elemento nelle macchine create proprio durante questo secolo. 

## Avvenimenti
È il primo secolo dell'età contemporanea, un secolo di grandi trasformazioni sociali, politiche, culturali ed economiche a partire dall'ascesa e dalla caduta di Napoleone Bonaparte e la successiva restaurazione, i moti rivoluzionari, la costituzione di molti stati moderni tra cui il regno d'Italia e l'impero germanico, la guerra di secessione americana, la seconda rivoluzione industriale fra positivismo, evoluzionismo e decadentismo, l'imperialismo e sul finire la grande depressione e la Belle Époque.

### Europa
- 1804: Napoleone Bonaparte viene incoronato imperatore dei Francesi presso la Cattedrale di Notre Dame.
- 15 febbraio 1804: inizio della prima rivolta serba, guidata da Karađorđe Petrović per la liberazione dall'impero ottomano, celebrata con la Festa nazionale della Serbia.
- 21 ottobre 1805 - Battaglia di Trafalgar: decisiva vittoria delle forze britanniche su quelle francesi di Napoleone Bonaparte.
- 2 dicembre 1805: Napoleone Bonaparte ottiene la sua più grande vittoria nella battaglia di Austerlitz.
- 1805: nel Duomo di Milano avviene l'incoronazione a re d'Italia di Napoleone Bonaparte.
- 1806: viene costituita da Napoleone Bonaparte la Repubblica indipendente di Andorra.
- 12 luglio 1806: Napoleone Bonaparte incorpora il Liechtenstein nella Confederazione del Reno rendendolo così Stato sovrano.
- 1806: torna in vigore in Francia il calendario gregoriano, dopo la soppressione del calendario rivoluzionario francese nel 1805, voluta da Napoleone.
- 1807: Danimarca: Battaglia di Copenaghen, tra Regno Unito e Regno di Danimarca e Norvegia; vittoria inglese.
- 17 settembre 1809: termina la guerra di Finlandia, tra eserciti dell'impero russo e la Svezia: vittoria dell'impero russo.
- 17 maggio 1814: a Eidsvoll viene firmata la Costituzione della Norvegia.
- 1814: in seguito al Trattato di Kiel le isole Fær Øer passano sotto il controllo danese.
- 1814: apogeo e sconfitta definitiva di Napoleone, è indetto nel 1814 il Congresso di Vienna (1814-1815) con intenti di Restaurazione tra i domini europei.
- 16 marzo 1815: dopo la sconfitta di Napoleone nasce il Regno Unito dei Paesi Bassi (fino al 1839).
- 18 giugno 1815 - Battaglia di Waterloo: sconfitta definitiva di Napoleone Bonaparte a opera delle forze Inglesi e Prussiane.
- 1815 - Congresso di Vienna: nuovo assetto all'Europa.
- 1815: in seguito al Congresso di Vienna viene creato il Granducato di Lussemburgo.
- 1816: viene istituito il Regno d'Illiria, stato dell'impero austriaco con capitale Lubiana, che comprendeva anche la Venezia Giulia e l'Istria (durò fino al 1849).
- 25 marzo 1821: data di inizio dell'insurrezione greca contro l'Impero ottomano (Patrasso, Grecia): oggi evento ricordato con la Celebrazione della rivoluzione greca del 1821.
- 4 settembre 1827: Grande incendio di Turku, il più grave della Finlandia e dei paesi nordici.
- Moti rivoluzionari a Berlino e a Parigi.
- 3 febbraio 1830: Protocollo di Londra: la Grecia viene riconosciuta Stato sovrano indipendente.
- 1830: Belgio: Rivoluzione belga contro il Regno Unito dei Paesi Bassi: vittoria belga e indipendenza del Belgio (4 ottobre 1830).
- 21 luglio 1831: il re Leopoldo I viene incoronato primo re del Belgio: evento celebrato con la Festa nazionale del Belgio.
- 1832: termina la Guerra d'indipendenza greca: dopo undici anni di guerra la Grecia viene liberata dopo quasi quattrocento anni di dominio ottomano.
- 19 aprile 1839: il Granducato di Lussemburgo si rende indipendente dai Paesi Bassi, in seguito al Trattato di Londra tra Paesi Bassi e Belgio.
- 1845-1849: Grande carestia in Irlanda.
- 1848: In Italia è redatto lo Statuto Albertino (Torino, 4 marzo).
- 1848: a Parigi viene eletto il primo presidente della Repubblica francese: Napoleone III di Francia.
- 15 marzo 1848 - Rivoluzione ungherese del 1848: eroiche imprese del patriota ungherese Lajos Kossuth e del poeta nazionale ungherese Sándor Petőfi.
- 1848-1849: l'Italia perde la prima guerra di indipendenza contro l'Austria, Carlo Alberto abdica.
- 1848-1849: Slovacchia: Insurrezione slovacca del 1848-1849 contro il dominio magiaro: epica figura del leader slovacco Ľudovít Štúr.
- 1849: proclamazione della Repubblica Romana (1849) (dal 9 febbraio al 4 luglio).
- 5 giugno 1849: viene redatta la prima Costituzione della Danimarca, dal re Federico VII di Danimarca: lo Stato danese passa così da una monarchia assoluta a una monarchia costituzionale.
- 15 luglio 1849: Venezia: avviene il primo raid aereo della storia[2], col lancio di palloni senza pilota da parte dell'Austria.
- 1852: eccidio dei martiri di Belfiore.
- 4 ottobre 1853: scoppio della Guerra di Crimea, che termina nel 1856 con il Congresso di Parigi.
- 23 giugno 1858: Bologna: Il caso Edgardo Mortara.
- 1859: seconda guerra d'indipendenza italiana.
- 11 maggio 1860: sbarco di Giuseppe Garibaldi e I Mille a Marsala.
- 17 marzo 1861: nascita dell'Italia unita: (Risorgimento d'Italia): Unità d'Italia e conseguente proclamazione del Regno d'Italia: oggi ricordato nell'Anniversario dell'Unità d'Italia.
- 1861-1865: Torino, prima capitale del Regno d'Italia.
- 22 gennaio 1863: Insurrezione di gennaio contro l'Impero russo, in cui si distinse Konstanty Kalinowski, Padre della Nazione bielorussa.
- 1865-1871: Firenze capitale del Regno d'Italia.
- 1866: Guerra austro-prussiana: vittoria della Prussia.
- 1866: Terza guerra d'indipendenza italiana (20 giugno - 12 agosto), combattuta contro l'impero austriaco: vittoria dell'Italia.
- 10 maggio 1866: in Romania presta giuramento il re Carlo I di Romania.
- 8 novembre 1866 – Creta: Olocausto del monastero di Arkadi: i rivoltosi cretesi si sacrificarono piuttosto che arrendersi all'esercito ottomano, durante l'assedio turco.
- 1867: Battaglia di Mentana: vittoria delle truppe franco-pontificie sui volontari garibaldini.
- 1870-1871: Guerra franco-prussiana.
- 20 settembre 1870: unione di Roma al Regno d'Italia in seguito alla breccia di porta Pia.
- 1871: Roma diviene capitale del Regno d'Italia, facendo seguito a Torino (1861-1865) e Firenze (1865-1871).
- 18 gennaio 1871: Unificazione tedesca: formazione dell'Impero Tedesco (che durò fino al 1918).
- 1876: Bulgaria: Rivolta d'aprile, all'interno dell'impero ottomano: ribellione repressa.
- 10 maggio 1877: la Romania dichiara l'indipendenza dall'impero ottomano, grazie soprattutto al re Carol I di Romania (1839-1914).
- in Bulgaria epiche gesta per la liberazione dall'impero ottomano, dell'eroe nazionale bulgaro Vasil Levski e dello scrittore Hristo Botev.
- In Bosnia nella lotta contro l'impero ottomano si afferma la figura epica di Husein Gradaščević.
- 3 marzo 1878: la Bulgaria ottiene l'indipendenza dall'impero ottomano con la pace di Santo Stefano, oggi evento ricordato con il giorno della liberazione della Bulgaria.
- 13 luglio 1878: durante il Congresso di Berlino viene riconosciuta l'indipendenza del Montenegro dall'Impero ottomano: evento celebrato con la Festa nazionale del Montenegro.
- 1882: dalle terre della pianura padana, hanno inizio le prime lotte sindacali in Italia.
- 1894: Alfred Dreyfus, ufficiale ebraico francese, è ingiustamente accusato di spionaggio: Affare Dreyfus.
- 29 luglio 1900: il re d'Italia Umberto I viene assassinato dall'anarchico Bresci.

### Asia
- 1810: Indonesia: termina la rivolta di Nuku (iniziata nel 1780), contro il dominio olandese: vittoria olandese.
- 6 febbraio 1819: viene fondata la Città-Stato di Singapore dal politico britannico Thomas Stamford Raffles.
- 1824-1886: Birmania: Guerre anglo-birmane: tre conflitti tra il Regno di Birmania e l'impero britannico: vittoria britannica e annessione della Birmania all'impero anglo-indiano.
- 10 maggio 1857: India: iniziano i moti indiani del 1857, come parte del processo di indipendenza dell'India: vittoria britannica.
- 26 ottobre 1866: in Cina inizia il mandato dell'incaricato d'affari italiano Vittorio Arminjon.
- 1866-1869: Restaurazione Meiji in Giappone, dopo oltre duecento anni di isolazionismo verso l'Occidente, con l'incursione delle navi del commodoro Perry.
- 2 ottobre 1869: data di nascita di Mahatma Gandhi: oggi questa data viene commemorata nel mondo con la Giornata internazionale della nonviolenza.
- 1881: Turkmenistan: Battaglia di Geok Tepe, tra russi e turcomanni: vittoria russa.
- marzo 1893: Qatar: Battaglia di al-Wajba: vittoria del Qatar: momento decisivo nella creazione del Qatar come stato moderno e periodo saliente per la fine del dominio ottomano nel paese.
- 1896-1898: Filippine: rivoluzione filippina contro la dominazione spagnola: vittoria filippina.
- 12 giugno 1898: Giorno dell'indipendenza delle Filippine: proclamazione dell'indipendenza delle Filippine dalla Spagna, ad opera del politico filippino Emilio Aguinaldo (1869-1964).

### Oceania
- 6 febbraio 1840 - Nuova Zelanda: Trattato di Waitangi: la Nuova Zelanda diviene una colonia inglese: giorno celebrato oggi con il Waitangi Day

### Africa
- 1810: Mauritius: Battaglia di Grand Port vittoria francese
- 30 maggio 1814: viene firmato il Primo trattato di Parigi, con il quale l'isola Mauritius ottiene di restare alla Gran Bretagna.
- 1823: Ghana: iniziano le guerre anglo-ashanti: vittoria inglese.
- 30 maggio 1837: Trattato di Tafna, stipulato tra Francia e  Emirato di Abdelkader (odierna Algeria), cui figura di primo piano ebbe Abd el-Kader. fondatore dello Stato algerino[3].
- 26 luglio 1847: la Liberia indipendente dagli USA. Joseph Jenkins Roberts è primo presidente della Liberia indipendente.
- 1880-1902: Sudafrica: guerre boere: vittoria boera (nella prima guerra) e vittoria britannica (nella seconda guerra).
- 12 maggio 1881: viene firmato fra Francia e Tunisia il trattato del Bardo: protettorato francese sulla Tunisia: terminerà nel 1956, anno dell'indipendenza tunisina.

### America
- Si affermano le figure di Simón Bolívar, in Venezuela, José de San Martín, in Argentina, José Gervasio Artigas, in Uruguay.
- 1º gennaio 1804: Giorno dell'indipendenza della Repubblica di Haiti alla Francia: termina così la Rivoluzione haitiana (1791-1804)
- 1808 - 1833 – America Latina: guerre d'indipendenza ispanoamericane.
- 10 agosto 1809: lotte per l'indipendenza in America centrale e meridionale: Ecuador: Primer grito de independencia hispanoamericana
- 10 agosto 1809: proclamazione di indipendenza dell'Ecuador dalla Spagna, guidata dal militare creolo Juan de Salinas y Zenitagoya.
- 20 luglio 1810: la Colombia proclama l'indipendenza dalla Spagna, grazie anche al contributo dell'eroina nazionale colombiana Policarpa Salavarrieta.
- 16 settembre 1810: il Messico dichiara l'indipendenza dalla Spagna: Grito de Dolores, grazie al rivoluzionario messicano Miguel Hidalgo y Costilla.
- 18 settembre 1810: inizia il processo di indipendenza del Cile: viene creata la prima Giunta di Governo cilena, anche con il contributo del Padre della Patria cilena Bernardo O'Higgins.
- 14 maggio 1811: il Paraguay dichiara l'indipendenza dalla Spagna, grazie al politico paraguayano José Gaspar Rodríguez de Francia (1766-1840).
- 18 maggio 1811: Uruguay: Battaglia di Las Piedras, che si concluse con la vittoria delle milizie rivoluzionarie guidate da José Gervasio Artigas.
- 5 luglio 1811: il Venezuela dichiara l'indipendenza dalla Spagna, grazie soprattutto al generale e eroe venezuelano Simón Bolívar.
- 9 luglio 1816: Argentina: Dichiarazione d'indipendenza dell'Argentina, dalla Spagna, grazie al generale e eroe argentino José de San Martín.
- 7 agosto 1819 - Colombia: Battaglia di Boyacá: segna la definitiva indipendenza della Colombia dalla Spagna.
- 24 giugno 1821: Venezuela: Battaglia di Carabobo, tra Impero spagnolo e Venezuela: vittoria venezuelana.
- 28 luglio 1821 – Perù: viene proclamata dal generale José de San Martín l'indipendenza dalla Spagna.
- 15 settembre 1821: la Costa Rica, grazie anche al politico Florencio del Castillo, ottiene l'indipendenza dalla Spagna.
- 15 settembre 1821: il Nicaragua dichiara l'indipendenza dalla Spagna, grazie allo scrittore e avvocato nicaraguense Miguel Larreynaga (1772-1847).
- 15 settembre 1821: El Salvador dichiara l'indipendenza dalla Spagna, grazie al politico salvadoregno José Matías Delgado (1767-1832).
- 15 settembre 1821: il Guatemala e l'Honduras dichiarano l'indipendenza dalla Spagna, grazie al politico honduregno José Cecilio del Valle (1780-1834).
- 24 maggio 1822 – Ecuador: Battaglia di Pichincha: liberazione dell'Ecuador dal dominio spagnolo
- 7 settembre 1822: il Brasile dichiara l'indipendenza dal Portogallo: nasce l'impero del Brasile (fino al 1889), con Pietro I del Brasile: data celebrata con la Festa dell'indipendenza del Brasile.
- 9 dicembre 1824: Perù: Battaglia di Ayacucho: vittoria degli indipendentisti e fine del dominio spagnolo in America Latina
- 6 agosto 1825: la Bolivia dichiara l'indipendenza dalla Spagna, grazie al generale Simón Bolívar, dal quale prese il nome.
- 25 agosto 1825: l'Uruguay dichiara l'indipendenza dal Brasile, grazie soprattutto all'eroe nazionale uruguayano José Gervasio Artigas.
- 30 aprile 1838: il Nicaragua si separa dalla Repubblica Federale del Centro America, divenendo Repubblica indipendente.
- 1839 - 1851: Guerra civile uruguaiana.
- 27 febbraio 1844: la Repubblica Dominicana ottiene l'indipendenza da Haiti con Juan Pablo Duarte.
- 21 marzo 1847: istituzione della Repubblica del Guatemala,nella quale si distinse la figura di Rafael Carrera.
- 1861: scoppio della guerra di secessione americana (12 aprile).
- 1862: Cinco de Mayo in Messico: vittoria del Messico nella Battaglia di Puebla durante l'occupazione francese.
- 1865: gli Stati Uniti d'America vincono la guerra di secessione americana contro gli Stati Confederati d'America.
- 1865: Abraham Lincoln abolisce la schiavitù dei neri.
- 1865: viene assassinato il presidente degli Stati Uniti Abraham Lincoln.
- 10 ottobre 1868: Guerra dei dieci anni, primo tentativo dei cubani di ottenere l'indipendenza: si distinse la figura di Carlos Manuel de Céspedes.
- 1869: Paraguay: Battaglia di Acosta Ñu, che si concluse con il successo da parte della Triplice Alleanza.
- 1870: Questione Netto, in Brasile: per la liberazione degli schiavi nelle Americhe.
- Guerra del Pacifico (1879-1884), con la vittoria cilena.
- 1º maggio 1886: Chicago (U.S.A.): sciopero organizzato dai sindacati per la giornata lavorativa di 8 ore; l'evento poi culminerà il 4 maggio con la Rivolta di Haymarket: oggi la data del 1º maggio, in seguito anche a questo avvenimento, viene ricordata con la Festa dei lavoratori.
- A Cuba si afferma la figura di José Martí (1853-1895), eroe dell'indipendenza cubana.

## Ordinamento amministrativo e istituzioni
- 1802: viene istituita in Italia, durante l'età napoleonica, la figura del Prefetto, come sistema organizzativo dei poteri locali: nasce l'istituto prefettizio.
- 1802: viene creato il Ministero dell'interno del Regno di Sardegna
- 13 luglio 1814 : il re di Sardegna Vittorio Emanuele I di Savoia istituisce a Torino il Corpo dei Carabinieri Reali (l' Arma dei Carabinieri).
- 1816: viene istituita la Gendarmeria Pontificia, oggi attiva con il titolo di Corpo della Gendarmeria dello Stato della Città del Vaticano.
- 18 maggio 1817: viene istituito nel Regno di Sardegna il Corpo di polizia penitenziaria.
- 1831: viene costituito il Consiglio di Stato sabaudo.
- 18 giugno 1836: viene istituito il Corpo dei Bersaglieri dal re di Sardegna Carlo Alberto di Savoia.
- 10 aprile 1852: viene istituito il Corpo delle Guardie di Pubblica Sicurezza, voluto da Re Carlo Alberto di Savoia, chiamata in seguito Polizia di Stato italiana.
- 16 settembre 1859: viene istituito a Voghera il Reggimento di cavalleria dell'Esercito italiano dei Lancieri di Montebello.
- 4 maggio 1861: in seguito all'Unità d'Italia viene istituito il Regio Esercito, che nel 1946 assumerà il nome di Esercito Italiano.
- 17 marzo 1861: viene istituita la Regia Marina, che nel 1946 assumerà il nome di Marina Militare italiana.
- 20 luglio 1865: viene istituito in Italia il Corpo delle capitanerie di porto - Guardia costiera.
- 15 ottobre 1872: viene istituito da re Vittorio Emanuele II di Savoia il Corpo degli Alpini italiani.
- 1881: viene istituita la accademia navale di Livorno.

### Altre istituzioni
- 1814: viene creata la Malta Police Force (Polizia Maltese).
- 1817: Principato di Monaco: viene istituita sotto il principe Onorato IV di Monaco la Compagnia dei carabinieri del principe.

### Istituzione di nuovi Stati
- 1º gennaio 1801: in seguito all'Atto di Unione viene istituito il Regno Unito di Gran Bretagna e Irlanda, il cui primo sovrano fu Giorgio III del Regno Unito.
- 1º gennaio 1804: Haiti, primo Stato indipendente dell'America Latina: dichiarazione di indipendenza di Haiti dall'Impero coloniale francese, da parte di Jean-Jacques Dessalines.
- 1822: viene istituita la Prima Repubblica ellenica con Giovanni Capodistria; 3 febbraio 1830: Protocollo di Londra (1830). Protocollo di Londra: la Grecia Stato sovrano e indipendente.
- 7 settembre 1822: viene fondato l'Impero del Brasile con Pietro I.
- 1º novembre 1823: Acta Constitutiva de la Nación Mexicana : vengono istituiti gli Stati Uniti Messicani.
- 1824: viene fondato il Lesotho da re Moshoeshoe I.
- 11 agosto 1825: viene istituita la República de Bolívar[4] (attuale Bolivia), nome dato in onore a Simón Bolívar.
- 13 maggio 1830: istituzione della Repubblica dell'Ecuador, con Juan José Flores, primo Presidente.
- 4 ottobre 1830: viene istituito il Regno del Belgio, il cui primo re fu Leopoldo I (21 luglio 1831).
- 1832: viene istituito l'Emirato di Abd el-Kader, primo moderno Stato algerino.
- 28 ottobre 1835: Dichiarazione di indipendenza della Nuova Zelanda: proclamazione dell'indipendenza sovrana della Nuova Zelanda.
- 5 novembre 1838: l'Honduras diviene uno Stato libero,sovrano e indipendente, separandosi dalla Federazione Centroamericana.
- 2 febbraio 1841: separazione di El Salvador dalla Federazione Centroamericana: la Repubblica di El Salvador diviene uno Stato unitario e sovrano.
- 27 febbraio 1844: indipendenza della Repubblica Dominicana da Haiti e fondazione della Repubblica Dominicana.
- 21 marzo 1847: Istituzione della Repubblica del Guatemala, fondata da Rafael Carrera.
- 31 agosto 1848: Prima Repubblica della Costa Rica: José María Castro Madriz dichiara formalmente la Costa Rica una Repubblica sovrana e indipendente.
- 24 gennaio 1859: Unione dei Principati rumeni: istituzione del Principato di Romania: formazione dello stato di Romania.
- 17 marzo 1861: Proclamazione del Regno d'Italia: nascita dello Stato italiano unitario, con re Vittorio Emanuele II di Savoia.
- 1º luglio 1867: formazione di una singola nazione: il Canada: (Canada day).
- 18 gennaio 1871: Unificazione tedesca: formazione dell'Impero Tedesco (1871-1918).
- 3 marzo 1878: istituzione del Principato di Bulgaria con Alessandro I.
- 18 dicembre 1878: Unificazione del Qatar sotto lo Sheikh Jassim bin Mohammed Al Thani, fondatore del moderno Qatar.
- 23 gennaio 1899: viene istituita la Prima Repubblica filippina, in seguito all'indipendenza dalla Spagna (12 giugno 1898).

## La cultura nel XIX secolo

### Religione
- 1814: viene introdotta da papa Pio VII nel calendario liturgico romano la festa di Maria Addolorata, fissando la data al 15 settembre[5]
- 15 settembre 1815: viene istituita da papa Pio VII la festa di Maria Ausiliatrice (o  "Maria Aiuto dei cristiani"),  fissata al 24 maggio, giorno del suo rientro a Roma, il 24 maggio 1814, dopo la prigionia a Fontainebleau  sotto Napoleone Bonaparte.
- 1849: viene istituita da papa Pio IX la festa del Preziosissimo Sangue di Nostro Signore Gesù Cristo[6], fissandone la data al 1º luglio.
- 8 dicembre 1854: con la bolla Ineffabilis Deus il papa Pio IX proclama il dogma dell'Immacolata Concezione
- A partire dal 1856 viene rese obbligatoria per tutta la Chiesa da Papa Pio IX la festa del Sacratissimo Cuore di Gesù[7].
- 11 febbraio 1858: prima apparizione della Madonna di Lourdes a Bernadette di Lourdes
- 18 dicembre 1859: viene istituita la Congregazione dei Salesiani, per l'educazione e l'istruzione del fanciullo, dal religioso italiano San Giovanni Bosco (1815-1888)
- 1869: Roma: data di apertura del Concilio Vaticano I: si sostiene, tra l'altro, un governo basato sulla figura centrale del Vaticano
- 1880: viene fondata la Congregazione delle missionarie del Sacro Cuore di Gesù, per l'assistenza ai migranti, dalla religiosa italiana naturalizzata statunitense Francesca Saverio Cabrini, prima americana proclamata Santa
- 15 maggio 1891: viene promulgata da Papa Leone XIII l'enciclica Rerum novarum: la moderna dottrina sociale della Chiesa cattolica
- Si afferma la figura del presbitero e missionario belga Padre Damien (1840-1889) che si occupò tra l'altro della cura dei malati di lebbra.

### Politica
- 1714-1830: Inghilterra: Età georgiana, in seguito al regno di Giorgio I, Giorgio II, Giorgio III e Giorgio IV
- 1837-1901: Inghilterra: Età vittoriana, in seguito al regno della Regina Vittoria: epoca di splendore politico e culturale
- 1796-1815: Francia: Età napoleonica: epoca per la Francia di splendore militare, giuridico e culturale
- 1815: in questa data nella storia politica francese si afferma il movimento del bonapartismo, l'ideologia politica di Napoleone Bonaparte
- 1814-1830: Francia: Restaurazione francese (o Restaurazione borbonica)
- Secolo della colonizzazione europea in Asia e in Africa
- Moti rivoluzionari e società segrete risorgimentali: Carboneria, Massoneria, Illuminati
- La repubblica, il mazzinianesimo, il pensiero di Giuseppe Mazzini, che nel 1831 fonda la Giovine Italia
- Nella Repubblica di San Marino si distingue la figura del politico sammarinese Antonio Onofri (1759-1825), che assicurò la sovranità e l'indipendenza al suo popolo.
- 22 aprile 1866: Principato di Andorra: si assiste ad un periodo importante della vita istituzionale e storica andorrana: viene promulgata la legge denominata Nova Reforma
- Movimento di indipendenza islandese dalla Danimarca, guidato dall'eroe islandese Jón Sigurðsson
- 1830-1851: Petar II Petrović-Njegoš, Principe-vescovo del Montenegro: epoca di splendore politico e culturale del Montenegro
- L'Impero tedesco (1871-1918) e la figura di Otto von Bismarck
- Il Risorgimento bulgaro e la Liberazione della Bulgaria (1878)
- Nasce in questo periodo l'idea di uno Stato Macedone distinto da quello bulgaro grazie al contributo dello scrittore Georgi Pulevski
- 1897: viene fondato il movimento politico del Sionismo da Theodor Herzl
- Nascita del socialismo e del comunismo.

### Filosofia
- In filosofia si afferma l'idealismo tedesco: Fichte (1762-1814), Schelling (1775-1854), Hegel (1770-1831)
- La filosofia della vita, basata su un certo pessimismo nel pensiero di Arthur Schopenhauer
- Si afferma il positivismo, grazie al contributo del filosofo francese Auguste Comte (1798-1857)
- La sinistra hegeliana e le critiche alla religione: Ludwig Feuerbach (1804-1872)
- Il liberalismo, il liberalismo classico, l'utilitarismo: John Stuart Mill (1806-1873)
- L'esistenzialismo: Søren Kierkegaard (1813-1855), autore di Aut-Aut (1843)
- Il marxismo classico e il socialismo scientifico : Karl Marx e Friedrich Engels, autori del Manifesto del Partito Comunista (1848)
- Il marxismo: la filosofia di Karl Marx, autore de Il Capitale (1867-1885-1894)
- Il concetto di oltreuomo (o superuomo) nella filosofia di Friedrich Nietzsche, autore di Così parlò Zarathustra (1883-1885)
- Il darwinismo sociale: Herbert Spencer (1820-1903)
- Il pragmatismo americano: Ralph Waldo Emerson (1803-1882), Charles Sanders Peirce (1839-1914), William James (1842-1910), John Dewey (1859-1952) e la filosofia dell'educazione

### Economia
- Affermazione dell'economia classica con David Ricardo, autore dei Principi di economia politica e dell'imposta (1817)

### La nascita della sociologia moderna
- Auguste Comte (1798-1857), che ha coniato il termine sociologia, nell'opera Corso di filosofia positiva (1830-1842)
- Herbert Spencer (1820-1903), teorico del Darwinismo sociale
- Émile Durkheim (1858-1917), padre della sociologia moderna

### Diritto
- 1804: viene promulgato il Codice napoleonico, voluto da Napoleone Bonaparte: oggi è l'attuale Codice Civile Francese
- 1848: In Italia è redatto lo Statuto Albertino, (Torino, 4 marzo)
- 1848: in Italia: Statuto Albertino: emancipazione dei valdesi e degli ebrei italiani con il riconoscimento dei loro diritti civili e politici
- 1869: nasce nel Regno Unito il movimento delle Suffragette, volto a riconoscere il suffragio femminile
- 1874: viene istituito in Italia l'Ordine Forense (Ordine degli Avvocati)
- 1893: Nuova Zelanda: primo Paese al mondo a riconoscere e concedere il diritto di voto alle donne, grazie al contributo dell'attivista neozelandese Kate Sheppard

### Scuole e Università
- 1806: viene istituita l'Università degli Studi di Palermo
- 1808: viene fondata dal linguista serbo Dositej Obradović, l'Università di Belgrado, la più antica università della Serbia
- 1810: viene istituita, per decreto napoleonico, la Scuola Normale Superiore di Pisa
- 1811: venne fondata da re Federico VI di Danimarca la più antica università della Norvegia: l'Università di Oslo
- 1812: viene fondata l'Università Nazionale Autonoma del Nicaragua-Managua[8]
- 1829: viene istituita con il nome di South African College, l'Università di Città del Capo, la più antica del Sudafrica
- 1837: viene fondata l'Università Nazionale Capodistriana di Atene, la prima università istituita nella Grecia moderna, fondata da re Ottone di Grecia e da Ioannis Dompolis
- 1841: viene istituita l'Università di El Salvador
- 1842: viene fondata dall'umanista venezuelano Andrés Bello l'Università del Cile, la più antica università cilena
- 1843: viene istituita l'Università di Santo Tomás[9], in Costa Rica
- 1847: viene fondata l'Università autonoma nazionale dell'Honduras[10]
- 1849: viene istituita l'Università della Repubblica, la più antica università dell'Uruguay, fondata da Manuel Oribe
- 1849: viene istituita dal governo delle Indie orientali olandesi l'Università dell'Indonesia, la più antica scuola dell'Indonesia
- 1850: viene fondata l'Università di Sydney, la più antica università dell'Australia
- 1860: viene fondata l'Università Alexandru Ioan Cuza, la più antica della Romania, che prende il nome dal suo fondatore, il principe Alexandru Ioan Cuza
- 29 novembre 1863: viene fondato dall'accademico italiano Francesco Brioschi il Politecnico di Milano
- 1868: viene istituita l'Università Ca' Foscari Venezia
- 1869: viene fondata l'Università di Otago, la più antica università della Nuova Zelanda
- 1877: viene fondata l'Università imperiale di Tokyo, il più antico istituto accademico giapponese
- 1888: viene istituita in Bulgaria, dieci anni dopo la liberazione dall'Impero Ottomano, l'Università di Sofia, la più antica università bulgara.
- 1889: viene istituita l'Università Nazionale di Asunción, la più antica del Paraguay
- 1898: viene istituita dalla nobile cinese Cixi l'Università di Pechino

### Letteratura
Nel corso del XIX secolo sono stati creati molti libri famosi.

#### Romanzo
- Scrittori che segnano un'epoca: Alessandro Manzoni in Italia, Victor Hugo in Francia, Fëdor Dostoevskij e Lev Tolstoj in Russia
- Scrittori e drammaturghi scandinavi che segnano un'epoca: August Strindberg in Svezia, Hans Christian Andersen in Danimarca, Henrik Ibsen in Norvegia.
- La letteratura romantica in Italia: Alessandro Manzoni, celebre autore de I promessi sposi (1825-1827)
- La letteratura romantica francese: Victor Hugo: il romanzo I miserabili (1862), capolavoro della letteratura francese
- La letteratura romantica inglese annovera, fra gli altri, la figura di Jane Austen, autrice di Orgoglio e pregiudizio (1813)
- Il realismo letterario in Francia: Gustave Flaubert, autore di Madame Bovary (1856)
- L'età vittoriana in Inghilterra: la letteratura vittoriana: Charles Dickens (1812-1870) e i suoi grandi romanzi: David Copperfield, Oliver Twist, Il Circolo Pickwick, Canto di Natale
- Affermazione della letteratura vittoriana: Anthony Trollope (1815-1882), Charlotte Brontë (1816-1855) Robert Louis Stevenson (1850-1894)
- Il decadentismo e l'estetismo nell'età vittoriana: Oscar Wilde, autore de Il ritratto di Dorian Gray (1890)
- Il realismo letterario russo: Nikolaj Gogol' (1809-1852)
- L'esistenzialismo di Fëdor Dostoevskij, autore di Delitto e castigo (1866) e il realismo di Lev Tolstoj, autore di Guerra e pace (1865-1869), nella letteratura russa del XIX secolo
- L'Oblomovismo: Oblomov (1859) di Ivan Aleksandrovič Gončarov
- La letteratura statunitense nel XIX secolo si afferma con: Nathaniel Hawthorne, Edgar Allan Poe, Herman Melville, Mark Twain
- Il trascendentalismo: Nathaniel Hawthorne,  autore del romanzo La lettera scarlatta 1850).
- Il Verismo letterario italiano: Luigi Capuana, Giovanni Verga
- La corrente letteraria italiana tra Verismo e Decadentismo: Grazia Deledda, l'unica donna italiana a vincere il Premio Nobel per la letteratura, nel 1926.

#### Romanzo storico
- Nasce il genere del romanzo storico: Walter Scott, Nicholas Wiseman e Sir Edward Bulwer-Lytton
- Primo esempio di romanzo storico: Ivanhoe (1819) dello scrittore scozzese Walter Scott
- Il romanzo storico in Francia: Alexandre Dumas padre: Il conte di Montecristo (1844), I tre moschettieri (1844)

#### Romanzo scientifico
- Il romanzo scientifico in Francia: Jules Verne: Ventimila leghe sotto i mari (1869-1870), Il giro del mondo in 80 giorni (1872)
- Il romanzo scientifico durante l'età vittoriana in Gran Bretagna: H. G. Wells: La macchina del tempo (1895), La guerra dei mondi (1898)

#### Romanzo di avventura
- Il romanzo d'avventura in Italia: Emilio Salgari, celebre autore del personaggio Sandokan (1883).
- Il romanzo di avventura nell'opera dello scozzese Robert Louis Stevenson: L'isola del tesoro (1883)
- il racconto di avventura trova un importante esponente in Rudyard Kipling, autore de Il libro della giungla (1894)

#### Romanzo gotico
- Il romanzo gotico, horror nell'età vittoriana: Mary Shelley, autrice di Frankenstein o il moderno Prometeo (1818)
- Le storie di fantasmi e di paranormale durante l'età vittoriana: Joseph Sheridan Le Fanu: Lo zio Silas (1865), Carmilla (1872)
- Il romanzo gotico in Gran Bretagna: Lo strano caso del dottor Jekyll e del signor Hyde (1886) dello scrittore Robert Louis Stevenson
- Il romanzo gotico in Irlanda: Dracula (1897), dello scrittore irlandese Bram Stoker

#### Genere giallo e poliziesco
- Lo scrittore norvegese Maurits Hansen scrive Mordet på Maskinbygger Rolfsen (L'assassinio del motorista Rolfsen) (1839)
- Nasce il racconto poliziesco con I delitti della Rue Morgue (1841), dello scrittore statunitense Edgar Allan Poe
- Viene ideato il personaggio letterario dell'investigatore Auguste Dupin (1841), (nel racconto I delitti della Rue Morgue), da Edgar Allan Poe
- Il mio cadavere (1852), primo romanzo giallo italiano[11], dello scrittore Francesco Mastriani; in cui compare la figura del medico investigatore del dottor Weiss
- Il genere poliziesco in Gran Bretagna: Wilkie Collins (1824-1889)
- Viene ideato il personaggio letterario del poliziotto Monsieur Lecoq (1863), (nel romanzo L'affare Lerouge), dallo scrittore francese Émile Gaboriau
- Il giallo classico (o giallo deduttivo): Arthur Conan Doyle, ideatore del detective Sherlock Holmes (1887) (nel romanzo Uno studio in rosso)

#### Letteratura per ragazzi
- Nasce il romanzo Moby Dick (1851), dello scrittore statunitense Herman Melville.
- 1865: nasce in Germania la storia per ragazzi intitolata Max e Moritz, antesignana del fumetto, dell'umorista tedesco Wilhelm Busch
- La letteratura per ragazzi negli Stati Uniti: Piccole donne (1868), della scrittrice statunitense Louisa May Alcott
- Il romanzo per ragazzi negli Stati Uniti annovera la figura di Mark Twain, con Le avventure di Tom Sawyer (1876) e Le avventure di Huckleberry Finn (1884).
- 1880: viene creato il personaggio letterario di Heidi dalla scrittrice svizzera Johanna Spyri
- 1881: viene creato il personaggio immaginario di Pinocchio: Le avventure di Pinocchio. Storia di un burattino. dello scrittore italiano Carlo Collodi

#### Fiaba e favola
- In Germania la fiaba si afferma come racconto popolare grazie ai fratelli Grimm: Le fiabe del focolare (1812): nasce la germanistica
- Le Fiabe di Hans Christian Andersen (1835)
- il genere della favola nella Russia del XIX secolo: Ivan Krylov (1768-1844)

#### Fumetto
- Nasce il fumetto, grazie al contributo dell'illustratore svizzero Rodolphe Töpffer, il padre del fumetto[12], autore della Histoire de monsieur Jabot (1833)

#### Poesia
- Il neoclassicismo letterario in Italia: Vincenzo Monti, Ugo Foscolo
- Il romanticismo tedesco: Friedrich Hölderlin (1770-1843), e l'epoca tra il romanticismo tedesco e la Giovane Germania: Heinrich Heine (1797-1856)
- Il romanticismo letterario inglese: i poeti laghisti: William Wordsworth, Samuel Taylor Coleridge
- Il secondo romanticismo letterario inglese: George Gordon Byron, Percy Bysshe Shelley, John Keats
- La poesia del XIX secolo si afferma in Irlanda con il poeta irlandese Thomas Moore (1779-1852), autore di ballate popolari.
- La poesia romantica in Italia: Giacomo Leopardi, Giosuè Carducci
- Il decadentismo letterario italiano: Giovanni Pascoli, Gabriele D'Annunzio
- I Poeti maledetti in Francia: Stéphane Mallarmé, Paul Verlaine, Arthur Rimbaud
- Il simbolismo letterario: Charles Baudelaire, autore de I fiori del male (1857)
- L'epoca d'oro della poesia russa: Aleksandr Puškin (1799-1837)
- In Polonia la poesia romantica si afferma con i Tre Bardi: Adam Mickiewicz, Juliusz Słowacki, Zygmunt Krasiński.
- La poesia romantica in Ungheria: Sándor Petőfi (1823-1849)
- Anche in Romania e Moldova si afferma la poesia con Mihai Eminescu, il poeta nazionale di Romania e Moldova.
- Poesia di ispirazione patriottica: in Grecia con Dionysios Solomos e a Cipro con Vasilis Michaelides, il poeta nazionale di Cipro.
- In Slovenia la poesia romantica trova un esponente importante in France Prešeren, il maggiore poeta sloveno.
- La poesia romantica, di ispirazione patriottica, in Ucraina trova un noto esponente in Taras Ševčenko.
- Nasce la letteratura kazaka grazie al notevole contributo del poeta kazako Abaj Kunanbaev (1845-1904).
- In Thailandia si afferma l'importante figura del poeta Sunthorn Phu, uno dei più illustri poeti di tutta la letteratura thailandese.
- Si afferma la poesia statunitense: Walt Whitman (1819-1892) (con la raccolta poetica Foglie d'erba, 1855) e Emily Dickinson (1830-1886).

#### Poemi epici
- In Finlandia si afferma il Kalevala (1835), il poema nazionale finnico, scritto da Elias Lönnrot.
- Pubblicazione (1847) del poema montenegrino il Serto della montagna, del principe-vescovo montenegrino Petar II Petrović-Njegoš
- Nascono nuovi poemi epici nazionali: il Pan Tadeusz in Polonia, il Kalevipoeg, in Estonia e il Lāčplēsis, in Lettonia
- La storia di Kieu (1820), il poema della letteratura vietnamita, scritto da Nguyễn Du

#### Teatro
- Lo Sturm und Drang e la letteratura romantica in Germania: Johann Wolfgang von Goethe (1749-1832): il Faust (1808), capolavoro per eccellenza della letteratura tedesca
- Affermazione della drammaturgia moderna: Henrik Ibsen, autore di Casa di bambola (1879), in Norvegia, August Strindberg, autore de La signorina Julie (1888), in Svezia
- Il teatro russo nel XIX secolo: Anton Čechov (1860-1904)
- Attrici teatrali che segnano un'epoca: Eleonora Duse (1858-1924)

### Altre produzioni letterarie
- In Austria si annovera, tra gli altri, la figura del poeta e drammaturgo Franz Grillparzer (1791-1872).
- La Svizzera annovera la figura del romanziere nazionale Gottfried Keller (1819-1890)
- Viene pubblicato il romanzo Max Havelaar (1860) dello scrittore olandese Multatuli: una delle opere più note della letteratura olandese.
- In Lussemburgo viene pubblicato "Renert oder de Fuuss am Frack an a Maansgréisst" (1872), il poema epico lussemburghese, del poeta Michel Rodange.
- In Repubblica Ceca si distingue la figura di Karel Hynek Mácha, illustre esponente del romanticismo ceco.
- In Slovacchia la poesia e la drammaturgia trovano affermazione nelle opere del poeta slovacco Pavol Országh Hviezdoslav (1849-1921).
- Affermazione del romanzo: in Slovenia con Ivan Cankar (1876-1918) e in Bulgaria con Ivan Vazov (1850-1921)
- In Lettonia si afferma la figura del patriota e scrittore lettone Rainis.
- Dal folklore nazionale armeno si sviluppa l'opera poetica di Hovhannes Tumanjan, definito il poeta nazionale armeno.
- La letteratura filippina nel XIX secolo: Francisco Balagtas, José Rizal
- In Brasile si afferma la figura di Joaquim Maria Machado de Assis, uno dei più grandi scrittori della letteratura brasiliana.

### Arte

#### Pittura
- Si affermano i grandi movimenti dell'arte: neoclassicismo romanticismo, realismo, e più tardi impressionismo, simbolismo, e prime avanguardie
- Il neoclassicismo, già affermatosi nel corso del XVIII secolo, trova un importante personalità nel XIX secolo con Jean-Auguste-Dominique Ingres
- L'arte romantica in Francia: Théodore Géricault e Eugène Delacroix
- L'arte romantica in Germania con Caspar David Friedrich; in Inghilterra con i paesaggisti William Turner e John Constable
- L'arte romantica in Spagna con Francisco Goya; in Norvegia con Johan Christian Dahl; in Italia con Francesco Hayez.
- Le vignette di satira politica nella pittura di Honoré Daumier
- 1848: si sviluppa in Gran Bretagna il movimento artistico dei preraffaelliti, cui importanti rappresentanti furono Dante Gabriel Rossetti e John Everett Millais.
- Il realismo: Gustave Courbet.
- Una corrente paesaggista del realismo stesso è rappresentata dalla scuola di Barbizon
- 1855: si sviluppa a Firenze il movimento artistico dei Macchiaioli, cui illustri esponenti furono Giovanni Fattori e Silvestro Lega
- Precursore dell'impressionismo e paesaggista fu Jean-Baptiste Camille Corot
- Il pre-impressionismo si afferma con Édouard Manet.
- 1870: a San Pietroburgo nasce la società dei Peredvižniki
- 15 aprile 1874: Parigi: nasce la corrente artistica dell'impressionismo[13]: Camille Pissarro, Edgar Degas, Claude Monet e Pierre-Auguste Renoir
- La pittura paesaggista e la pittura en plein air: Claude Monet
- Il postimpressionismo: Paul Cézanne, Paul Gauguin, Henri de Toulouse-Lautrec
- Il primitivismo si afferma con Henri Rousseau
- Tipica tecnica pittorica è rappresentata dal puntinismo cui esponente noto fu Georges Seurat
- Lo stile artistico cosiddetto della secessione viennese: Gustav Klimt
- L'espressionismo nell'arte olandese: Vincent van Gogh
- L'espressionismo in Norvegia: Edvard Munch, celebre autore de L'urlo (1893).

#### Scultura
- Il neoclassicismo italiano nella scultura: Antonio Canova (1757-1822)
- Il neoclassicismo artistico e la scultura nei paesi scandinavi: Bertel Thorvaldsen (1770-1844)
- 8 aprile 1820: viene scoperta la nota scultura greca della Venere di Milo, da un contadino chiamato Yorgos Kentrotas
- L'arte moderna nella scultura e l'impressionismo: Auguste Rodin (1840-1917)

#### Musei
- 1824: viene fondato da Carlo Felice di Savoia il Museo egizio di Torino
- 1888: viene fondato a Tunisi il Museo Nazionale del Bardo, il più antico museo del mondo arabo, con mosaici dell'epoca romana
- 1889: viene istituito il Museo Oceanografico di Monaco, dal principe Alberto I di Monaco.

#### Archeologia
- Scoperta della città di Troia (1871) e del Tesoro di Priamo (1873) da parte dell'archeologo tedesco Heinrich Schliemann

#### Città del XIX secolo
- 1866: viene fondata Monte Carlo, nel Principato di Monaco, dal principe Carlo III di Monaco (dal quale prende il nome).

### Architettura, design e Ingegneria
- 1720-1840: architettura georgiana, nei paesi anglofoni
- Età napoleonica: si afferma lo Stile Impero, neoclassicista, che celebra l'ascesa al potere dell'imperatore Napoleone Bonaparte
- 1809: viene fatto costruire a Parigi da Napoleone Bonaparte l'Arco di Trionfo del Carrousel, stile neoclassico, per celebrare le sue vittorie militari
- Il design moderno: William Morris (1834-1896)
- 1836: Viene inaugurato l'Arc de Triomphe di Parigi, costruito (1806) per celebrare le vittorie di Napoleone Bonaparte
- 1851: a Londra, in occasione dell'Esposizione universale, viene inaugurato il Crystal Palace ("Palazzo di cristallo"), in stile vittoriano
- 1859: viene inaugurato a Londra il Big Ben, la celebre torre dell'orologio del Palazzo di Westminster
- 1859-1869: costruzione del Canale di Suez, a opera dell'imprenditore francese Ferdinand de Lesseps (1805-1894)
- 17 giugno 1885: è il giorno della consegna della Statua della Libertà dalla Francia agli Stati Uniti
- 1886: a New York è innalzata la Statua della Libertà, la cui armatura interna fu progettata da Alexandre Gustave Eiffel, ingegnere francese costruttore della celeberrima torre, ma realizzata poi dallo scultore francese Auguste Bartholdi
- 31 marzo 1889: viene inaugurata la Tour Eiffel di Parigi, costruita in acciaio dall'ingegnere francese Gustave Eiffel
- 1895: viene istituita la Biennale di Venezia

### Musica
- Tra il XVIII e il XIX secolo si distinse la figura di Muzio Clementi (1752-1832), chiamato padre del pianoforte[14]
- 6 maggio 1829: viene inventata la fisarmonica, dall'austriaco Cyrill Demian; in Italia importante esponente dello strumento della fisarmonica fu Paolo Soprani
- La musica romantica in Italia, il violino e le innovazioni nella musica: Niccolò Paganini (1782-1840)
- La musica romantica in Germania: Carl Maria von Weber (1786-1826), Felix Mendelssohn (1809-1847), Robert Schumann (1810-1856)
- La musica romantica in Austria: Franz Schubert (1797-1828)
- La musica romantica in Italia e la Grand opéra: Gioachino Rossini (1792-1868)
- L'opera romantica italiana: Gaetano Donizetti  (1797-1848), Vincenzo Bellini (1801-1835), Giacomo Puccini (1858-1924)
- La musica romantica in Francia: Hector Berlioz (1803-1869), Charles Gounod (1818-1893), Camille Saint-Saëns (1835-1921) e Georges Bizet (1838-1875), con la Carmen (1875)
- In francia si afferma, tra gli anni venti e gli anni ottanta del XIX secolo, il Grand opéra, cui importante esponente fu Giacomo Meyerbeer, tedesco ma attivo anche in Francia
- In Austria, a Vienna, si afferma il valzer con Johann Strauss (padre) e Johann Strauss (figlio), il re del valzer
- La musica romantica trova i suoi maggiori esponenti in Fryderyk Chopin (1810-1849) in Polonia, Franz Liszt (1811-1886) in Ungheria.
- La musica romantica che segna un'epoca: Giuseppe Verdi (1813-1901) in Italia, Richard Wagner (1813-1883) in Germania
- La Sinfonia n. 9 (1824) di Ludwig van Beethoven, ritenuta uno dei maggiori capolavori musicali di sempre, viene composta ed eseguita per la prima volta.
- L'epoca romantica e il nazionalismo musicale in Repubblica Ceca: Bedřich Smetana (1824–1884), Antonín Dvořák (1841–1904) e Leoš Janáček (1854-1928)
- La musica tardo-romantica in Germania: Johannes Brahms (1833-1897), Richard Strauss (1864-1949), in Russia: Pëtr Il'ič Čajkovskij (1840-1893) e in Austria Gustav Mahler (1860-1911)
- In Brasile si afferma in campo musicale la figura di Antônio Carlos Gomes (1836-1896), il più importante compositore brasiliano del XIX secolo.
- Il Principato del Liechtenstein annovera la figura musicale di Joseph Gabriel Rheinberger (1839-1901)
- 1841: L'invenzione del sassofono, ad opera del belga Adolphe Sax
- Il nazionalismo musicale nei paesi scandinavi: Edvard Grieg (1843-1907), in Norvegia, Carl Nielsen (1865-1931), in Danimarca
- 1856: nasce il genere musicale teatrale dell'operetta, nome inventato dal compositore Jacques Offenbach
- Il verismo musicale italiano: Ruggero Leoncavallo, Giacomo Puccini, Pietro Mascagni
- L'impressionismo musicale: Claude Debussy (1862-1818)
- Si afferma il nazionalismo romantico musicale in Finlandia con l'opera del compositore finlandese Jean Sibelius (1865-1957).
- Il nazionalismo musicale in Russia: Gruppo dei Cinque
- 1887: viene inventato il giradischi (o grammofono) e il disco fonografico, (introdotto nel 1889), dal tedesco Emile Berliner

### Teatri nel XIX secolo
- Sorgono nuovi teatri italiani come il Teatro Sociale di Como, inaugurato nel 1813 e il Teatro Petrarca di Arezzo (1828)
- 1897: viene inaugurato il Teatro Massimo di Palermo, il più grande teatro d'Italia

## Scienza
- 24 novembre 1859: pubblicazione dell'opera L'origine delle specie: viene così introdotto il concetto di selezione naturale e l'evoluzione, nell'opera del naturalista britannico Charles Darwin
- 8 febbraio 1865: viene formulata la teoria dell'ereditarietà, dal naturalista ceco di lingua tedesca Gregor Mendel, padre della genetica; le leggi di Mendel (Legge della dominanza, Legge della segregazione, Legge dell'assortimento indipendente)

### Fisica
- La spettroscopia, l'unità di lunghezza Ångström: Anders Jonas Ångström (1814-1874)
- 1820: esperimento di Ørsted: viene scoperto l'elettromagnetismo, osservato per la prima volta dal fisico danese Hans Christian Ørsted
- 1826: la legge di Ampère in relazione all'interazione elettromagnetica, formulata del fisico André-Marie Ampère. In suo onore, l'unità internazionale della corrente elettrica venne chiamata Ampere (simbolo, A)
- 1827: Legge di Ohm: i contributi notevoli nell'ambito dell'elettrotecnica da parte di Georg Ohm
- 1831: Legge di Faraday, da parte di Michael Faraday, in cui viene descritto il fenomeno dell'induzione elettromagnetica
- 1842: fenomeno dell'effetto Doppler, sulla propagazione dei fenomeni sonori e luminosi, analizzato per la prima volta dal fisico austriaco Christian Doppler
- 1849: L'equivalente meccanico del calore: James Prescott Joule
- 3 gennaio 1851: invenzione del pendolo di Foucault, del fisico francese Léon Foucault, strumento per dimostrare la rotazione della terra
- La prima teoria dell'interazione elettromagnetica moderna, da parte di James Clerk Maxwell (1831-1879)
- 1888: scoperta delle onde elettromagnetiche (o radiazione elettromagnetica) da parte di Heinrich Rudolf Hertz
- 8 novembre 1895: vengono scoperti i raggi X, dal fisico tedesco Wilhelm Röntgen
- 2 marzo 1896; viene scoperta la radioattività, dal fisico francese Antoine Henri Becquerel

### Chimica
- 1807: chimica organica: termine adottato per la prima volta da Jöns Jacob Berzelius, tra i fondatori della chimica moderna
- 1819: viene scoperta la caffeina, ad opera del chimico tedesco Friedlieb Ferdinand Runge
- 1820: viene scoperto il chinino, un alcaloide naturale, dai ricercatori francesi Pierre Joseph Pelletier e Joseph Caventou
- 1853: nasce l'aspirina (o acido acetilsalicilico), grazie al chimico francese Charles Frédéric Gerhardt
- 1856: viene scoperta la mauveina, prima tintura sintetica, dal chimico inglese William Henry Perkin
- 1867: viene inventata la dinamite, dal chimico svedese Alfred Nobel
- 18 agosto 1868: viene scoperto, durante l'osservazione di un'eclissi solare, l'elemento chimico elio, dall'astronomo francese Jules Janssen, e, in seguito, scoperta attribuita anche all'astronomo britannico Norman Lockyer
- 6 marzo 1869: tavola periodica degli elementi, ideata dal chimico russo Dmitrij Mendeleev (1834-1907)
- 26 giugno 1886: viene isolato il fluoro, dal chimico francese Henri Moissan
- 21 dicembre 1898: scoperta dell'elemento chimico radio, a opera della scienziata franco-polacca Marie Curie e del marito Pierre

### Medicina
- L'assistenza infermieristica moderna da parte di Florence Nightingale (1820-1910): oggi nel giorno della sua data di nascita si celebra la Giornata internazionale dell'infermiere
- Primi sistemi di anestesia attraverso il cloroformio e l'ossido di diazoto
- Gli importanti studi sulla prevenzione della febbre puerperale da parte di Ignác Semmelweis (1818-1865)
- Ádám Politzer (1835-1920), padre dell'otologia moderna[15]
- ginecologia: si afferma la figura di James Marion Sims (1813-1883), il padre della ginecologia[16]
- 1816: viene inventato lo stetoscopio, strumento utilizzato per l'auscultazione del torace, dal medico francese René Laennec (1781-1826)
- 23 gennaio 1849: prima donna a conseguire una laurea in medicina: fu la britannica Elizabeth Blackwell
- 1853: Charles Pravaz inventa la siringa ipodermica.
- 1862: viene effettuata la prima prova di pastorizzazione dal chimico francese Louis Pasteur
- 1865: viene inventato l'antisettico metodo introdotto dal medico britannico Joseph Lister
- 1873: viene scoperto il bacillo della lebbra Mycobacterium leprae, dal medico norvegese Gerhard Armauer Hansen
- 1881: viene inventato lo sfigmomanometro, strumento per misurare la pressione, dal medico austriaco-ebreo Samuel Siegfried Karl von Basch
- 24 marzo 1882: viene scoperto il bacillo della tubercolosi Mycobacterium tuberculosis, dal medico tedesco Robert Koch
- 1884: Colorazione di Gram per la classificazione dei batteri in Gram-positivi e Gram-negativi: il nome deriva dal medico Hans Christian Gram che ne ha studiato la tecnica.
- 1884: viene eseguita la prima anestesia locale dall'oculista austriaco Karl Koller
- 6 luglio 1885: viene somministrato il primo vaccino antirabbico[17], dal biologo francese Louis Pasteur
- 1886: Psychopathia sexualis di Richard von Krafft-Ebing, importante opera sulla sessuologia del XIX secolo
- 1887: viene isolato il batterio Neisseria meningitidis (o meningococco), causa della meningite, dal batteriologo austriaco Anton Weichselbaum
- 1894: viene scoperto il bacillo della peste dal medico svizzero Alexandre Yersin e dal medico giapponese Kitasato Shibasaburō

### Psichiatria, psicologia e neurologia
- 1801: viene pubblicato il Trattato medico-filosofico sopra l'alienazione mentale di Philippe Pinel, il padre della psichiatria moderna[18]
- Emil Kraepelin (1856-1926), fondatore della moderna psichiatria scientifica[19]
- Affermazione della psicologia con Wilhelm Wundt, il padre della psicologia[20], fondatore del primo laboratorio di psicologia (1879)[21], e autore del libro Principi di psicologia fisiologica (1874)
- L'interpretazione dei sogni (1899), la psicoanalisi nel pensiero di Sigmund Freud (1856-1939)
- Si afferma la figura di Jean-Martin Charcot (1825-1893), padre della neurologia[22]

### Pedagogia
- Il pensiero pedagogico di Johann Friedrich Herbart, fondatore della pedagogia sia in ambito scientifico che accademico
- Il concetto di Kindergarten (Giardino d'infanzia), (attuale scuola dell'infanzia), nel pensiero di Friedrich Fröbel (1782-1852), definito il pedagogista del Romanticismo

### Biologia
- Il lamarckismo, la prima teoria evoluzionistica, elaborata da Jean-Baptiste de Lamarck, agli inizi del XIX secolo
- La teoria delle catastrofi naturali, formulata agli inizi del XIX secolo, da parte di Georges Cuvier
- Viene introdotto il concetto di selezione naturale e l'evoluzione, nell'opera L'origine delle specie (1859), del naturalista britannico Charles Darwin
- Viene formulata la teoria dell'ereditarietà (1865), dal naturalista ceco di lingua tedesca Gregor Mendel, padre della genetica; le leggi di Mendel (Legge della dominanza, Legge della segregazione, Legge dell'assortimento indipendente), autore dell'opera Esperimenti sull'ibridazione delle piante (1865)

### Botanica
- 1810: viene istituito in Slovenia l'orto botanico di Lubiana, il più antico nella penisola balcanica
- 1818: Sumatra (Indonesia): viene scoperta la Rafflesia arnoldii, la pianta che produce il Fiore più grande del mondo, dai britannici Thomas Stamford Raffles e da Joseph Arnold

### Zoologia
- Viene pubblicata l'opera Introduzione all'entomologia (1815-1826) di William Kirby, il padre dell'entomologia moderna[23],  opera scritta assieme a William Spence

### Ecologia
- 1866: viene coniato il termine ecologia, dal biologo tedesco Ernst Haeckel

### Matematica
- Si afferma la figura di Carl Friedrich Gauss, definito Princeps mathematicorum, Il Principe dei matematici, autore delle Disquisitiones Arithmeticae (1801)
- Progressi nel campo dell'Algebra, grazie al matematico norvegese Niels Henrik Abel (1802-1829)
- I contributi alla teoria della probabilità e al determinismo: Pierre Simon Laplace  (1749-1827)
- L'algebra lineare, la regola di Ruffini (1809), e altri contributi nel campo della matematica da parte di Paolo Ruffini
- I contributi fondamentali allo sviluppo delle scienze matematiche da parte di Bernhard Riemann (1826-1866)
- I contributi all'algebra astratta con la teoria di Galois e la teoria dei gruppi da parte del matematico francese Évariste Galois (1811-1832)
- La nascita della logica matematica: George Boole (1815-1864), Gottlob Frege (1848-1925)
- I contributi alla matematica pura e alla matematica applicata: Henri Poincaré (1854-1912)
- La nascita della teoria degli insiemi (1874-1884) ad opera di Georg Cantor
- Il teorema della base di Hilbert (1890) e il teorema degli zeri di Hilbert (1893) da parte David Hilbert

### Alpinismo
- 14 gennaio 1897: prima ascensione dell'Aconcagua, il monte più alto del continente Americano, da parte dell'alpinista svizzero Matthias Zurbriggen

### Geografia
- Nasce la geografia moderna: Alexander von Humboldt, (autore de Il cosmo (1845-1862)), e Carl Ritter

### Esplorazioni e navigazioni
- 28 gennaio 1820: Fabian Gottlieb von Bellingshausen scopre l'Antartide
- 15 febbraio 1859: avviene, per conto dell'impero asburgico, una circumnavigazione del globo, ad opera del navigatore montenegrino Giovanni Visin.
- 1880: viene fondata Brazzaville, capitale della Repubblica del Congo, dall'esploratore italiano naturalizzato francese Pietro Savorgnan di Brazzà
- 1888-1889: primo attraversamento sugli sci della Groenlandia ad opera dell'esploratore norvegese Fridtjof Nansen

### La nascita del turismo moderno
- 5 luglio 1841: Thomas Cook e la nascita del turismo moderno[24]: primo viaggio turistico di gruppo dalla stazione di Leicester a Loughborough con ben 570 persone.

### Astronomia
- 1º gennaio 1801: viene scoperto Cerere, il primo pianeta minore, dal'astronomo italiano Giuseppe Piazzi
- 1812: viene istituito L'Osservatorio Astronomico di Capodimonte a Napoli, per decreto di Gioacchino Murat
- 23 settembre 1846: viene scoperto il pianeta Nettuno, dall'astronomo tedesco Johann Gottfried Galle
- 1877: vengono scoperti i Canali di Marte, strutture geologiche presenti sulla superficie del pianeta Marte, dall'astronomo italiano Giovanni Schiaparelli

### Nascita della sismologia
- 9 febbraio 1846: alla Royal Irish Academy viene presentato l'articolo On the Dynamics of Earthquakes (Sulla dinamica dei terremoti), da Robert Mallet, il padre della sismologia[25]
- Si ritiene che Robert Mallet abbia coniato i termini sismologia e epicentro[26], e nel 1854 pubblica la prima carta sismica del mondo

## Le banche e l'economia nel XIX secolo
- 1800: viene fondata la Banca di Francia, da Napoleone Bonaparte
- 1808: nasce a Milano la Borsa Italiana
- 1817: viene istituita la Borsa di New York (NYSE) (o di Wall Street)
- 1851: nasce il primo Expo della storia: si tiene all'Hyde Park di Londra: Esposizione universale di Londra
- 24 agosto 1862: re Vittorio Emanuele II firma la legge n.788 che introduce di fatto l'unificazione monetaria: viene quindi introdotta ufficialmente la Lira italiana
- 1863: con l'opera "la diffusione del credito e le banche popolari", l'economista italiano Luigi Luzzatti dà impulso alla nascita in Italia delle Banche popolari
- 1864: sorgono anche in Italia le Banche popolari: prima fra tutte: la Banca Popolare di Lodi (1864), fondata da Tiziano Zalli
- 1876: Expo 1876: il primo Expo statunitense si tiene a Filadelfia in occasione del centenario dell'indipendenza degli Stati Uniti d'America.
- 1878: viene istituita la Borsa di Tokyo con il nome giapponese Tōkyō Kabushiki Torihikijo (東京株式取引所)
- 8 luglio 1889: viene fondato a New York il Wall Street Journal, il giornale più influente nel mondo finanziario[27]
- 1893: nasce la Banca d'Italia

## Gastronomia, bibite e prodotti dolciari
- 1825: viene pubblicata La fisiologia del gusto, importante testo di gastronomia, ad opera del gastronomo francese Anthelme Brillat-Savarin
- 1832: viene inventata a Vienna la Sachertorte o torta Sacher, dal pasticciere austriaco Franz Sacher, in onore del conte Klemens von Metternich
- 7 luglio 1847: Joseph Fry crea la prima tavoletta di cioccolato: in onore a questo evento il 7 luglio si celebra la giornata mondiale del cioccolato[28]
- 1865: nasce in Italia il Gianduiotto, che prende il nome dalla maschera torinese Gianduja
- 1886: nasce la Coca-Cola, inventata ad Atlanta (USA), dal farmacista statunitense John Pemberton
- 1891: viene pubblicato La scienza in cucina e l'arte di mangiar bene, capolavoro della cucina italiana, ad opera del gastronomo italiano Pellegrino Artusi
- 14 ottobre 1894: viene inventato a Verona il pandoro, tipico dolce natalizio, dal pasticciere italiano Domenico Melegatti, fondatore dell'omonima industria dolciaria

## Feste e folclore nel XIX secolo
- 1808: è in questa data che viene istituzionalizzato lo Storico Carnevale di Ivrea
- 1810: si svolge per la prima volta a Monaco di Baviera l'Oktoberfest, festa popolare tedesca (si tenne tra il 12 e il 17 ottobre)
- 1873: nasce il Carnevale di Viareggio
- 1889: viene menzionato per la prima volta il Carnevale di Sciacca, tra i più noti di Sicilia

## Arte magica
Nel corso del XIX secolo si afferma l'arte magica di cui un noto esponente fu il francese Jean Eugène Robert-Houdin, considerato spesso il padre della magia moderna

## Tecnologia e innovazioni
- 1810: viene ideato il cibo in scatola, dall'inventore francese Nicolas Appert
- 5 aprile 1817: viene inventata la bicicletta, in origine la draisina, dal tedesco Karl Drais
- 1817: viene inventato il cemento artificiale, dall'ingegnere francese Louis Vicat
- 1834: viene ideato il primo motore elettrico funzionante, dall'ingegnere prussiano Moritz Hermann von Jacobi
- 1844: invenzione del telegrafo elettrico, da parte dell'inventore statunitense Samuel Morse
- 1853: invenzione del motore a scoppio, ad opera degli ingegneri italiani Eugenio Barsanti e Felice Matteucci
- 1854: invenzione della Lampada ad incandescenza da parte del tedesco Heinrich Goebel
- 1869: nasce la motocicletta, inventata dall'ingegnere francese Louis-Guillaume Perreaux
- 1871: nasce il telefono, brevettato dall'inventore italiano Antonio Meucci
- 1876: data dell'invenzione del telefono, attribuita all'ingegnere statunitense di origine scozzese Alexander Graham Bell
- 1877-1878: vengono inventati il fonografo (1877) e la lampadina (1878), entrambe invenzioni dello statunitense Thomas Edison
- 1884: viene inventata la macchina da caffè espresso dall'imprenditore italiano Angelo Moriondo
- 3 luglio 1886[30]: nasce l'Automobile: la Benz Patent Motorwagen inventata dall'ingegnere tedesco Karl Benz
- 1891: esperimenti sul volo umano servendosi dell'aliante, compiuti dall'ingegnere tedesco Otto Lilienthal
- 28 gennaio 1897: viene costruito il primo prototipo funzionante di Motore Diesel, dall'inventore tedesco Rudolf Diesel
- 11 luglio 1899: Torino: viene fondata la FIAT, la più importante casa automobilistica italiana[31]

### Ferrovie e metropolitana
- Si afferma la figura di George Stephenson, considerato il padre delle ferrovie[32]
- 1825: viene costruita la locomotiva Locomotion da George e Robert Stephenson
- 27 settembre 1825: primo viaggio pubblico in treno[33]: avvenne nella locomotiva Locomotion, sulla linea Stockton-Darlington: viene così inaugurata la prima ferrovia[34]
- 3 ottobre 1839: nel Regno delle due Sicilie nasce la prima ferrovia italiana: la Napoli-Portici
- 9 gennaio 1863: nasce la prima linea metropolitana: la London Underground o Metropolitana di Londra
- 4 ottobre 1883: viene inaugurato il treno passeggeri dell'Orient Express

### La nascita della radio e del cinema
- 1895: nasce la radio, costruita e sperimentata per la prima volta dal fisico italiano Guglielmo Marconi a Pontecchio
- 28 dicembre 1895: nasce il cinema, inventato dagli imprenditori francesi fratelli Lumière

### L'egittologia
- 27 settembre 1822: vengono decifrati i caratteri Geroglifici egizi dallo studioso francese Champollion, padre dell'egittologia

### Filatelia e il servizio postale nel XIX secolo
- 1º maggio 1840: nasce il francobollo: il Penny Black, inventato dal filatelista inglese Rowland Hill
- 1851: viene emesso il francobollo "5 cent nero di Sardegna", o Penny Black italiano, il primo francobollo italiano
- 14 aprile 1860: nasce il Pony express, servizio di posta prioritaria che attraversava il Nordamerica
- 5 maggio 1862: vengono istituite le Regie Poste (Poste Italiane)

### La fondazione della Croce Rossa
- 26 ottobre 1863: viene fondata la Croce Rossa, dal filantropo svizzero Henry Dunant, la cui data di nascita l'8 maggio, viene celebrata con la Giornata mondiale della Croce Rossa e Mezzaluna Rossa.
- 15 giugno 1864: nasce a Milano la Croce Rossa Italiana
- 1866: viene istituito il Corpo militare della Croce Rossa Italiana

### Progressi linguistici
- 1829: nasce l'alfabeto Braille, ideato dall'inventore francese Louis Braille (1809-1852)
- 26 luglio 1887: viene pubblicato il libro Unua libro del linguista polacco e creatore della lingua esperanto Ludwik Lejzer Zamenhof: nasce l'Esperanto

### Moda abbigliamento e gioielleria
- 1823: viene prodotto il primo impermeabile dallo scozzese Charles Macintosh
- 1857: viene inventato in Italia il Borsalino, tipico cappello in feltro, famoso in tutto il mondo
- 1885: inizia la realizzazione delle Uova Fabergé, note realizzazioni di gioielleria, da parte dell'orafo russo Peter Carl Fabergé

## Altri progressi culturali, scientifici e tecnologici
- Movimento femminista e lotte per il diritto di voto alle donne
- Si afferma in questo periodo la figura del politico e scrittore statunitense Frederick Douglass, sostenitore del diritto di voto per le donne statunitensi.
- Progressi nel sistema delle condizioni di vita dei detenuti nelle carceri, grazie anche al contributo della filantropa britannica Elizabeth Fry (1780-1845).
- In Italia nascono nuovi quotidiani tra cui La Nazione di Firenze (1859) e il Corriere Adriatico (1860), quotidiano delle Marche.
- A Napoli nasce il quotidiano Roma (1862) e in Sardegna invece viene fondato il quotidiano L'Unione Sarda (1889).
- Nel 1866 a Firenze viene fondata la rivista italiana di arti, scienze e lettere Nuova Antologia.
- In Europa, dopo le guerre imperiali e la ristrutturazione delle frontiere delle nazioni europee, secolo della seconda rivoluzione industriale
- In Russia si lavora alla costruzione della ferrovia Transiberiana, che collega Mosca a Vladivostok.
- Prima trasmissione telegrafica con cavo sottomarino tra l'America e l'Europa
- Emigrazioni di massa
- In Italia si diffonde il fenomeno del brigantaggio.
- Nascita e diffusione tra le masse dello sport
- Verso la fine del XIX secolo si registra un periodo culturale e storico, sorto in Francia, chiamato Belle Époque.
- Il 21 aprile 2018, con la morte di Nabi Tajima, sono morte tutte le persone nate nel XIX secolo.

## Sport
- 1823: è in questa data che, secondo la tradizione, viene inventato il gioco del rugby, dal pastore protestante inglese William Webb Ellis
- 1839: viene inventato il baseball dal dirigente sportivo statunitense Alexander Cartwright
- 1857: nasce in Inghilterra la più antica squadra di calcio del mondo: lo Sheffield Football Club, tuttora esistente
- 26 ottobre 1863: nascita del gioco del calcio moderno, il cui padre viene considerato il dirigente sportivo inglese Ebenezer Cobb Morley
- 1874: viene ideato il gioco del tennis, dal maggiore inglese Walter Clopton Wingfield[35]
- 1877: 1ª edizione del Torneo di Wimbledon, in Inghilterra: viene così istituita la più antica manifestazione tennistica ufficiale del mondo
- 1882: nascita del judo, con l'istituzione del Kōdōkan, da parte dell'educatore giapponese Kanō Jigorō
- 1887: nasce in Scozia la pallanuoto, da parte di un istruttore di nuoto britannico William Wilson[36]
- 21 dicembre 1891: viene disputata la prima partita di pallacanestro, il cui inventore viene considerato il docente canadese James Naismith
- 1893: viene fondato il Genoa Cricket and Football Club, considerata la più antica squadra di calcio italiana
- 1895: Nasce la pallavolo, inventata dallo statunitense William Morgan
- 1896: nascono i Giochi olimpici moderni (estivi, 1896), ideati dal pedagogista francese Pierre de Coubertin
- 6 aprile 1896: si svolgono ad Atene i primi Giochi Olimpici dell'era moderna (6-15 aprile), con cerimonia di apertura allo stadio Panathinaiko
- 10 aprile 1896: viene disputata la prima maratona olimpica dell'era moderna, vinta dall'atleta greco Spyridōn Louīs (1873-1940)
- 1897: si disputa la prima Maratona di Boston, la maratona più antica al mondo
- 1898: viene istituita la Federazione Italiana Giuoco Calcio

## Personaggi significativi
Personaggi di rilievo in quello che lo storico Eric Hobsbawm ha definito il "Lungo Ottocento":
- Alexandre Dumas (padre) (1802-1870), scrittore francese, autore de Il conte di Montecristo (1846) e della trilogia I tre moschettieri (1844), Vent'anni dopo (1845) e Il visconte di Bragelonne (1848).
- Nikola Tesla (1856-1943), fisico e inventore serbo naturalizzato statunitense, diede notevoli contributi nel campo dell'elettromagnetismo.
- Sigmund Freud (1856-1939), neurologo austriaco, fondatore della psicoanalisi, autore de L'interpretazione dei sogni (1899).
- Giovanni I Giuseppe del Liechtenstein (1760-1836), decimo principe del Liechtenstein (1805-1806) e (dal 1814-1836), contribuì a diverse riforme nel Principato.
- Elisabetta di Baviera (1837–1898), imperatrice d'Austria, meglio nota come la principessa Sissi.
- Ludovico II di Baviera (1845–1886), re di Baviera
- Adolfo di Lussemburgo (1817-1905), Granduca di Lussemburgo, il primo Granduca della Casa Nassau-Weilburg
- Miloš Obrenović I di Serbia (1780-1860), Principe di Serbia (1815-1839 e 1858-1860)
- Josip Jelačić (1801-1859), Bano di Croazia dal 1848-1859
- Stefan Stambolov (1853-1895), politico bulgaro, importante il contributo nel processo di indipendenza della Bulgaria dall'Impero Ottomano (1878).
- Auguste Rodin (1840-1917) scultore francese, tra i maggiori del XIX secolo: tra le sue sculture più note: Il pensatore.
- Juan Pablo Duarte (1813-1876), politico dominicano, si distinse nell'indipendenza della Repubblica Dominicana da Haiti (1844).
- Florence Nightingale (1820-1910), infermiera britannica, precursore dell'idea di Croce Rossa.
- Charles Dickens (1812-1870), scrittore inglese, particolarmente sensibile ai problemi della vita delle classi più povere, autore del romanzo David Copperfield (1849-1850)
- Adam Mickiewicz (1798-1855) poeta polacco, romantico, scrisse il poema nazionale polacco Pan Tadeusz (1834)
- Fryderyk Chopin (1810-1849), compositore polacco, romantico, noto pianista, inventó nuove forme musicali per pianoforte
- Ludwig van Beethoven (1770-1827) compositore e pianista tedesco, esponente del Classicismo viennese
- Richard Wagner (1813-1883), compositore tedesco, tra le opere, L'anello del Nibelungo (tra il 1848 e il 1874)
- Franz Liszt (1811-1886), compositore ungherese, per le Rapsodie ungheresi (tra il 1846 e il 1885)
- Camillo Benso (1810-1861), conte di Cavour, esponente del Risorgimento italiano
- Arturo Toscanini (1867-1957), direttore d'orchestra italiano, interprete, tra l'altro, di Verdi e Wagner
- Edmondo De Amicis (1846-1908), scrittore italiano, autore del libro per ragazzi Cuore (1886)
- Eleonora Duse (1858-1924) attrice teatrale italiana, legata per diverso tempo sentimentalmente e artisticamente a Gabriele D'Annunzio
- Gabriele D'Annunzio (1863-1938) scrittore, poeta e aviatore italiano, tra i massimi esponenti del decadentismo italiano
- Gottfried Keller (1819-1890), il più scrittore svizzero, autore di romanzi ambientati nel suo Paese
- Aleksandr Puškin (1799-1837), poeta russo, romantico, autore tra l'altro del romanzo in versi Eugenio Onegin (1825)
- Johan Vilhelm Snellman (1806-1881), politico finlandese, introdusse la valuta nazionale finlandese: il Markka (1865)
- Carl Gustaf Emil Mannerheim (1867-1951), statista finlandese, considerato eroe nazionale in Finlandia
- Elias Lönnrot (1802-1884), scrittore e filologo finlandese, autore del poema epico nazionale finlandese Kalevala (1835)
- Jean Sibelius (1865-1957), compositore finlandese, autore del poema sinfonico patriottico Finlandia (1899)
- Henrik Ibsen (1828-1906), drammaturgo norvegese, autore del dramma sulla condizione femminile del XIX secolo: Casa di bambola (1879)
- August Strindberg (1849-1912), drammaturgo svedese autore del dramma La signorina Giulia (1888)
- Edvard Munch (1863-1944) pittore norvegese, precursore dell'arte espressionista, autore del dipinto L'urlo(1893)
- Andrejs Pumpurs (1841-1902), scrittore lettone, autore del poema nazionale lettone Lāčplēsis (1872-1887)
- Rainis (1865-1929), scrittore lettone, le cui opere contribuirono al risveglio nazionale letterario lettone
- Pavol Országh Hviezdoslav (1849-1921), poeta e drammaturgo slovacco, considerato il più importante poeta slovacco
- Mihai Eminescu (1850-1889), poeta rumeno, di argomenti quali la natura, l'amore e la storia
- Vasil Levski (1837-1873), rivoluzionario e eroe nazionale bulgaro
- Hristo Botev (1848-1876), eroe nazionale e poeta bulgaro
- Ivan Vazov (1850-1921), scrittore bulgaro, le cui opere risentono della lotta per l'indipendenza del suo Paese
- Naim Frashëri (1846-1900), poeta albanese, i cui temi delle sue poesie risentono soprattutto dell'amore per la patria albanese
- Theodoros Kolokotronis (1770-1843), condottiero greco, si distinse durante l'insurrezione greca contro l'Impero Ottomano (1821)
- Giovanni Capodistria (1776-1831), politico greco, primo capo di Stato della Grecia indipendente
- Dionysios Solomos (1798-1857), poeta greco, il maggiore poeta in lingua greca moderna
- Eleutherios Venizelos (1864-1936), politico greco, definito spesso il fondatore politico della Grecia moderna
- Nicolas Bochsa (1789-1856), compositore francese
- Hans Christian Andersen (1805-1875), scrittore danese, autore delle Fiabe, tra cui La sirenetta (1836)
- Georg Wilhelm Friedrich Hegel (1770-1831), filosofo tedesco, esponente dell'Idealismo tedesco, autore della Fenomenologia dello spirito (1807)
- Ludwig Feuerbach (1804-1872), filosofo tedesco, esponente illustre della Sinistra hegeliana
- Arthur Schopenhauer (1788-1860) filosofo tedesco, autore di Il mondo come volontà e rappresentazione (1819-1859)
- Karl Marx (1818-1883), filosofo tedesco, ideologo del comunismo, autore di Il Capitale (1867)
- Friedrich Nietzsche (1844–1900), filosofo tedesco, ideologo del superuomo, autore del libro Così parlò Zarathustra (1883-1885)
- Adolph Kolping (1813-1865), prete tedesco
- Charles Baudelaire (1821-1867), poeta francese che diede origine alla corrente del Decadentismo: la raccolta di liriche I fiori del male (1857)
- François Joseph Bosio (1769-1845), scultore monegasco, ritrattista e scultore di Napoleone I
- Eugène Delacroix (1798-1863), pittore francese, esponente del romanticismo francese: famoso il dipinto La Libertà che guida il popolo (1830)
- Antonio Canova (1757–1822), scultore italiano, il più rappresentativo del Neoclassicismo italiano
- Madame de Staël (1766-1817), scrittrice franco-svizzera, pioniera del Romanticismo
- Jacob e Wilhelm Grimm (1785-1863 e 1786-1859), filologi e scrittori tedeschi, autori delle Fiabe del focolare (1812-1815)
- Heinrich Schliemann (1822-1890), archeologo tedesco, scopritore delle rovine di Troia (1871)
- Pio IX (1792-1878), ultimo papa a possedere lo Stato Pontificio
- Piero Maroncelli (1795-1846), patriota e musicista italiano
- Silvio Pellico (1789–1854), carbonaro italiano, autore di Le mie prigioni (1832)
- Giuseppe Verdi (1813-1901), compositore italiano, tra i cui capolavori vi è La traviata (prima rappresentazione: 1853)
- Aurelio Saffi (1819-1890), patriota italiano
- Carlo Alberto di Savoia (1798–1849), re di Sardegna, creatore dello Statuto Albertino (1848)
- Giacomo Leopardi (1798-1837), poeta italiano, romantico, autore della raccolta lirica dei Canti (1835)
- Johann Wolfgang von Goethe (1749-1832), celebre scrittore tedesco
- Oscar Wilde (1854-1900), scrittore irlandese, autore de Il ritratto di Dorian Gray (1891)
- Vincenzo Monti (1754-1828) poeta e traduttore italiano, neoclassicista, autore di una traduzione dell'Iliade (1810)
- Ugo Foscolo (1778-1827), poeta italiano, neoclassicista, autore di Sonetti e del carme Dei sepolcri (1807)
- Antonio Meucci (1808–1889) e Antonio Pacinotti (1841–1912), fisici e inventori italiani, rispettivamente del Telefono (1871) e della Dinamo (1860)
- Edward Jenner (1749–1823), medico inglese, scopritore del vaccino contro il vaiolo
- Louis Pasteur (1822-1895), chimico francese, fondatore della microbiologia (1864)
- Santiago Ramón y Cajal (1852-1934), medico spagnolo
- Alfred Nobel (1833-1896), filantropo svedese, inventore della dinamite (1867) e fondatore del Premio Nobel
- John Philip Holland (1840-1914) ingegnere irlandese: progettò il primo sottomarino della marina militare statunitense (varato nel 1897)
- Lord Byron (1788–1824) e Percy Bysshe Shelley (1792-1822), poeti del romanticismo inglese
- Mary Shelley (1797–1851), scrittrice inglese, autrice del romanzo Frankenstein (1818), pioniera della letteratura dell'orrore
- Bram Stoker (1847-1912), scrittore irlandese, autore di Dracula (1897)
- Leopold von Sacher-Masoch (1836-1895) scrittore austriaco, di romanzi erotici dai quali prende il nome il termine Masochismo: Venere in pelliccia (1870)
- Anders Jonas Ångström (1814-1874), fisico svedese da cui prende il nome l'unità di misura Ångström, usata in cristallografia e spettroscopia
- Augusto Righi (1850-1920), scienziato italiano, introdusse il termine Fotoelettrico e fece studi sulle radiazioni elettromagnetiche
- Guglielmo Marconi (1874-1937), fisico e politico italiano, inventore della radio (1895)
- Gioachino Rossini (1792-1868), compositore italiano, autore della opera lirica Il barbiere di Siviglia (1816)
- Napoleone III (1808-1873), imperatore francese
- Vittoria del Regno Unito (1819-1901), regina d'Inghilterra
- Otto von Bismarck (1815-1898), primo cancelliere tedesco, artefice della nascita dell'impero tedesco (1871)
- Nicholas Patrick Stephen Wiseman (1802–1865), cardinale e scrittore inglese, fervido difensore del cattolicesimo in Inghilterra
- Isambard Kingdom Brunel (1806-1859), ingegnere britannico
- Thomas Edison (1847-1931), inventore americano della lampadina (1880) e del fonografo (1877)
- Massimo d'Azeglio (1798-1866), scrittore e patriota italiano
- Alessandro Manzoni (1785–1873) scrittore italiano, autore di I promessi sposi (1827), secondo padre della lingua italiana
- Edward Bulwer-Lytton (1803-1873), scrittore e politico inglese, autore de Gli ultimi giorni di Pompei (1834)
- Pierre-Auguste Renoir (1841–1919), pittore francese, impressionista, autore del dipinto Sulla terrazza (1881)
- Toulouse-Lautrec (1864-1901), pittore francese, appartenente alla corrente Post- Impressionista: l'opera Al Moulin Rouge (1892-1895)
- Édouard Manet (1832-1883), pittore francese, pre-impressionista, autore del dipinto Colazione sull'erba (1862-1863)
- Telemaco Signorini (1835-1901), pittore italiano
- Auguste e Louis Lumière (1862-1954 e 1864-1948), imprenditori francesi, inventori del cinematografo (1895)
- Sir Arthur Conan Doyle (1859–1930) scrittore scozzese, padre del giallo scientifico, creatore della serie di Sherlock Holmes (1887)
- Abraham Lincoln (1809-1865), presidente degli Stati Uniti che abolì la schiavitù
- Edgar Allan Poe (1809-1849), scrittore statunitense, esponente del giallo-horror in America: Racconti del grottesco e dell'arabesco (1840)
- Arthur Wellesley, Duca di Wellington (1769-1852), militare e statista britannico
- Napoleone Bonaparte (1769-1821), imperatore di Francia
- Charles Darwin (1809-1882), naturalista inglese, autore de L'origine delle specie (1859), dove introduce il concetto di selezione naturale.
- Antoni Gaudí (1852-1926), architetto spagnolo
- Victor Hugo (1802-1885), scrittore francese, forse il più grande di questa letteratura, autore de I miserabili (1862)
- Friedrich Reinhold Kreutzwald (1803-1882), scrittore estone, autore del poema epico nazionale estone Kalevipoeg(1857-1861)
- Vincent van Gogh (1853–1890), pittore olandese, post-impressionista, autore del dipinto Notte stellata (1889)
- Claude Monet (1840–1926), pittore francese, impressionista: il dipinto Impressione, levar del sole (1872) diede il nome al termine Impressionismo.
- Giuseppe Garibaldi (1807–1882), rivoluzionario e militare italiano, definito spesso "l'eroe dei due mondi".
- Klemens von Metternich (1773–1859), statista austriaco
- Vincenzo Bellini (1801-1835), compositore italiano, autore tra l'altro dell'opera lirica Norma (1831)
- Jane Austen (1775-1817), scrittrice inglese, autrice del romanzo Orgoglio e pregiudizio (1813)
- Bertha von Suttner (1843-1914), scrittrice e pacifista austriaca
- Fëdor Dostoevskij (1821-1881), scrittore russo, autore del romanzo Delitto e castigo (1866)
- Lev Tolstoj (1828-1910), scrittore russo, di fama universale, autore del romanzo Guerra e pace (1865-1869)
- Taras Hryhorovyč Ševčenko (1814-1861) poeta ucraino, i cui scritti risentono di un certo patriottismo ucraino
- Jules Verne (1828-1905), scrittore francese di romanzi di fantascienza: tra i romanzi Il giro del mondo in 80 giorni (1873)
- Emilio Salgari (1862-1911), scrittore italiano di romanzi d'avventura tra cui il ciclo di Sandokan (1883)
- Damiano de Veuster (1840-1889), missionario fiammingo
- Émile Verhaeren (1855-1916), poeta belga, simbolista, tra i più noti del suo Paese
- Aletta Jacobs (1854-1929), femminista olandese
- Helene Schjerfbeck (1862-1946), pittrice finlandese, soprattutto per i suoi autoritratti
- France Prešeren (1800-1849), poeta sloveno, scrisse la poesia Zdravljica (1844), che divenne poi l'inno nazionale sloveno.
- Bartolomeo Borghesi (1781-1860), numismatico italiano naturalizzato sammarinese, contribuì alla nascita della scienza della numismatica.
- Giovanni Pascoli (1855-1912), poeta italiano, appartenente alla corrente del decadentismo italiano
- Giacomo Puccini (1858-1924), compositore italiano, l'opera lirica di Tosca (1899)
- Ľudovít Štúr (1815-1856), politico, linguista, poeta e leader nazionalista slovacco
- Kurmangazy Sagyrbayuly (1818-1889), compositore kazako, la cui opera ebbe notevole influsso nella cultura musicale del suo Paese.
- José Rizal (1861 -30 dicembre 1896), scrittore e eroe nazionale delle Filippine
- Andrés Bonifacio (1863-1897), rivoluzionario filippino, leader del movimento che diede inizio alla Rivoluzione filippina.
- Toussaint Louverture (1743-1803), eroe nazionale di Haiti, in lotta per l'indipendenza di Haiti dalla Francia
- Jean-Jacques Dessalines (1758-1806), militare e eroe haitiano, si distinse nel processo di indipendenza di Haiti dalla Francia (1804).
- Simón Bolívar (1783-1830), generale, rivoluzionario e eroe nazionale del Venezuela
- José de San Martín (1778-1850), militare e eroe nazionale dell'Argentina
- Josè Artigas (1764-1850), politico e eroe nazionale dell'Uruguay
- Bernardo O'Higgins (1778-1842), generale e Padre della patria cilena, eroe dell'indipendenza del Cile (1818)
- Miguel Grau Seminario (1834-1879), militare peruviano, eroe nazionale di Perù e Bolivia
- Robert Louis Stevenson (1850-1894), scrittore scozzese
- Søren Kierkegaard (1813-1855), filosofo e scrittore danese, il cui pensiero può essere considerato come il punto di partenza dell'esistenzialismo.
- Carl Friedrich Gauss (1777-1855), matematico tedesco tra i più influenti della sua epoca, definito Il "Principe della Matematica", contribuì tra l'altro allo studio dei numeri complessi e dell'analisi matematica.
- Carlo Collodi (1826-1890), scrittore e giornalista italiano

## Invenzioni, scoperte, innovazioni

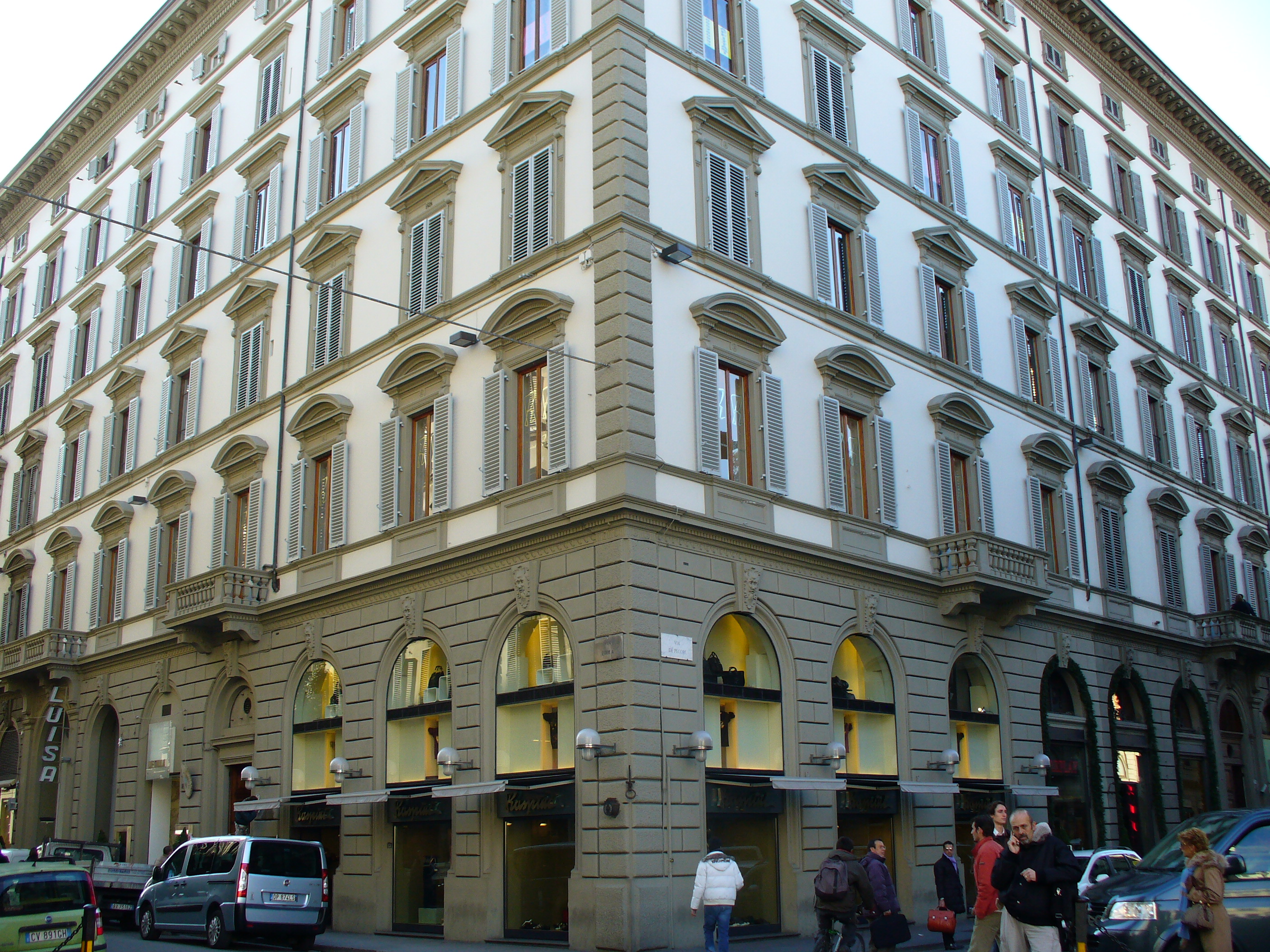
Tipiche costruzioni ottocentesche (Firenze)

- John Dalton ipotizza l'atomo come una particella indivisibile
- Primo sistema di illuminazione stradale a gas
- Progresso nella chirurgia
- Invenzione della rivoltella
- 1821: viene costruita la locomotiva a vapore, dall'ingegnere britannico Stephenson
- 1823: viene inventata La Lampada di Döbereiner, il primo accendino, ideato dal chimico Johann Wolfgang Döbereiner
- 1826: nasce il quotidiano francese Le Figaro, il più antico giornale francese
- 1826: Patrick Bell assembla la prima mietitrice meccanica.
- 1827: John Walker inventa il primo fiammifero
- 15 settembre 1830: Inghilterra: viene inaugurata la prima ferrovia al mondo a collegare due città: la ferrovia Liverpool-Manchester, costruita dall'ingegnere britannico George Stephenson
- 1839: viene realizzato il dagherrotipo, forma primitiva di fotografia creata dal fisico francese Louis Daguerre
- 1839: nasce la fotografia, presentata ufficialmente nel 1839
- 1844: vengono inventati I fiammiferi svedesi o di sicurezza da Gustaf Erik Pasch
- 1854: vengono inventate le litfaßsäule, colonne pubblicitarie cilindriche (per combattere le affissioni selvagge), dal tipografo tedesco Ernst Litfaß (1816-1874)
- 1863-1867: primi materiali plastici.
- 1872: viene introdotta l'unità di misura della diottria dall'oftalmologo francese Ferdinand Monoyer
- 1878: nasce il connettore jack da 6,3 mm, ampiamente utilizzato ancora oggi in ambito professionale
- 1890: viene introdotta la Festa dei Lavoratori o Festa del 1º maggio
- 1894: Scoperta dell'argon.
- 27 novembre 1895: viene istituito il Premio Nobel, attraverso il famoso Testamento sottoscritto dal chimico svedese Alfred Nobel

## Storia militare
Nel XIX secolo l'Europa fu perennemente sull'orlo della guerra: fra le battaglie più importanti si ricordano:

### Battaglie di età, Napoleonica
- Battaglia di Marengo, 14 giugno 1800
- Battaglia di Trafalgar, 21 ottobre 1805
- Battaglia di Austerlitz, 2 dicembre 1805
- Battaglia di Jena, 14 ottobre 1806
- Battaglia di Friedland, 14 maggio 1807
- Battaglia di Wagram, 5-6 agosto 1809
- Battaglia di Borodino, 7 settembre 1812
- Battaglia di Waterloo, 18 giugno 1815

### Battaglie di età Risorgimentale
- Battaglia di Pastrengo, 30 aprile 1848
- Battaglia di Novara, 24 marzo 1849
- Battaglia di Magenta, 4 giugno 1859
- Battaglia di Solferino e San Martino, 24 giugno 1859
- Battaglia di Castelfidardo, 18 settembre 1860
- Battaglia del Volturno, 1º ottobre 1860
- Breccia in Porta Pia, 20 settembre 1870

### Battaglie della guerra di secessione americana
- Battaglia di Shiloh, 6-7 aprile 1862
- Battaglia di Fredericksburg, 13 dicembre 1862
- Battaglia di Gettysburg, 1-3 luglio 1863
- Battaglia di Atlanta, 22 luglio-1º settembre 1864

### Battaglie fra le Potenze dell'Europa post-1848
- Battaglia di Balaklava, 25 ottobre 1854
- Battaglia della Cernaia, 16 agosto 1855
- Battaglia di Sadowa, 3 luglio 1866
- Battaglia di Sedan, 1-2 settembre 1870

### Battaglie coloniali
- Battaglia di Rorke's Drift, 22-23 gennaio 1879
- Battaglia di Adua, 1º marzo 1896